# Becker Joest Volk Verlag
Der Becker Joest Volk Verlag (BJVV) ist ein 2003 gegründeter deutscher Ratgeber-Verlag in Hilden im Rheinland. Er vertreibt seine Bücher im deutschsprachigen Raum (DACH). Mit fremdsprachigen Publikationen und Lizenzen ist er auch international tätig.
Der Verlag wurde 2003 von dem Gartenfotografen Jürgen Becker und den beiden Inhabern der Werbeagentur Makro Chroma, Ralf Joest und Hans-Eckehard Volk, in Hilden gegründet. Im Januar 2020 schieden Jürgen Becker und H.-E. Volk als Gesellschafter und Geschäftsführer im Wege der Unternehmensnachfolge aus, gleichzeitig stiegen Andreas Grewe, Johanna Hänichen und Justyna Schwertner als neue Gesellschafter ein. Geschäftsführer sind Ralf Joest, Andreas Grewe und Johanna Hänichen.
Thematisch hat sich der Verlag auf Ratgeber in den Bereichen Kochbuch, populäre Medizin, Gesundheit, Ernährung und Gartendesign spezialisiert und verlegt außerdem Bücher zu Themen wie Do it yourself, Yoga, Fitness, Reisen, Backen, Fußball, Lifestyle sowie Wandkalender.
Der Verlag veröffentlicht pro Jahr etwa 15 bis 20 neue Titel, die ausschließlich in Deutschland gedruckt werden. Ein wesentlicher Teil der Neuerscheinungen sind programmbegleitende Ratgeber in Kooperation mit mehreren öffentlich-rechtlichen Fernsehprogrammen.
Der Verlag ist Mitglied im Börsenverein des Deutschen Buchhandels sowie Mitglied der artfolio-Vertriebskooperation und ist jährlich auf der Frankfurter Buchmesse vertreten.
Zu den Autoren des Verlages gehören u. v. a. Franziska Rubin, Anne Fleck, Carsten Lekutat, Dietrich Grönemeyer, Ingo Froböse, Heinz-Wilhelm Esser, Martina Meuth und Bernd Neuner-Duttenhofer, Niko Rittenau, Björn Freitag, Christian Henze, Véronique Witzigmann, Frank Buchholz, Lutz Geißler, Yvonne Willicks, Eva Brenner, Tamina Kallert, Susanne Vössing, Bettina Matthaei, Sven Pistor, Hanno Steckel und Thomas Kurscheid. Im Bereich Gartendesign und -ratgeber sind u. a. die Textautoren Peter Janke, Markus Phlippen, Volker Michael, Lars Weigelt, Manuel Sauer und Ulrich Timm vertreten sowie die Fotografen Marianne Majerus, Ferdinand Graf von Luckner und Jürgen Becker. Die im Verlag erschienenen Kochbücher von Attila Hildmann erscheinen seit Juni 2020 nicht mehr auf der Website des Verlages; in der Autorenliste ist er nicht mehr aufgeführt.

## Auszeichnungen
Goldmedaillen der Gastronomischen Akademie Deutschlands e. V.:
- 2014[7], Kategorie Gesunde Küche: Kochen ist die beste Medizin, Su Vössing
- 2016[8], Kategorie Gesunde Küche: Die Gesundküche, Anne Fleck
- 2017[9], Kategorie Vegetarisch/vegan: Last Minute Vegetarisch, Anne-Katrin Weber
- 2017[10], Kategorie Gesunde Küche: Die 50 gesündesten 10-Minuten-Rezepte, Anne Fleck
- 2017[11], Kategorie TV-Köche: Suppen, Eintöpfe, Schmorgerichte, Su Vössing
- 2018[12], Kategorie Tafelkultur: Kochen mit Martina und Moritz – Das Beste aus 30 Jahren, Martina Meuth und Bernd Neuner-Duttenhofer